# Rudolf Gyptner
Rudolf Gyptner (* 4. Januar 1923 in Hamburg; † 28. November 1944 in Pawonków) war ein deutscher Kommunist und Widerstandskämpfer.

## Leben
Rudolf Gyptners Vater war der Kommunist Richard Gyptner. Die Familie immigrierte vor der Geburt von Rudolf in die Sowjetunion. Sie kehrte 1923 nach Deutschland zurück. 1933 emigrierte sie zunächst nach Frankreich und dann erneut in Richtung Moskau, wo Richard Gyptner später Teil der Gruppe Ulbricht wurde. Rudolf meldete sich nach dem Überfall der deutschen Wehrmacht auf die Sowjetunion 1941 zur Roten Armee, wo er zum Funker ausgebildet wurde.
Am 9. August 1944 beschloss die ZK-Abteilung für außenpolitische Information der KPdSU (OMI) mehrere vom Institut 100 speziell geschulte Männer der KPD hinter den deutschen Linien abzusetzen, um dort Kontakt zu politischen Aktivisten aufzunehmen, die in den Untergrund abgetaucht waren. Rudolf Gyptner, Arthur Hoffmann, Ferdinand Greiner, Joseph Giefer und Josef Kiefel landeten am 23. August 1944 mit dem Fallschirm bei Lubliniec. Vermutlich durch ihre Funkaktivitäten wurde der Standort der Gruppe von Peilwagen der Wehrmacht aufgeklärt. Von polnischen Widerstandskämpfern gewarnt, teilte sich die Gruppe. Kiefel, Greiner und Hoffmann konnten fliehen, während Gyptner und Giefer auf dem Hof des polnischen Widerstandskämpfers Roch Kurpies am 28. November 1944 in Pawonków durch SS und Gestapo getötet wurden.

## Erinnerung
Zur Erinnerung an Rudolf Gyptner wurden Einrichtungen und Organisationen in der DDR nach ihm benannt, darunter die Rudolf-Gyptner-Kaserne in Lehnitz nördlich von Berlin, das Artillerieregiment AR-1 der 1. Mot.-Schützendivision der NVA, die „Rudolf Gyptner Oberschule“ in Berlin, eine kasernierte Nachrichtenabteilung des Ministeriums des Inneren und auch eine Einheit der polnischen Grenztruppen trug den Namen „Rudolf Gyptner“.
 

Die polnische Regierung  enthüllte an der Mühle in Pawonków eine Gedenktafel, die in deutscher Sprache lautet: 

„An dieser Stelle starben am 28. November 1944 durch die Hand der Hitlerschergen brüderlich im gemeinsamen Kampf Joseph Giefer und Rudolf Gyptner und der Kämpfer der polnischen Widerstandsbewegung Rohch Kurpies. Ehre ihrem Andenken.“